# 潘諾恩哈爾姆千年修道院

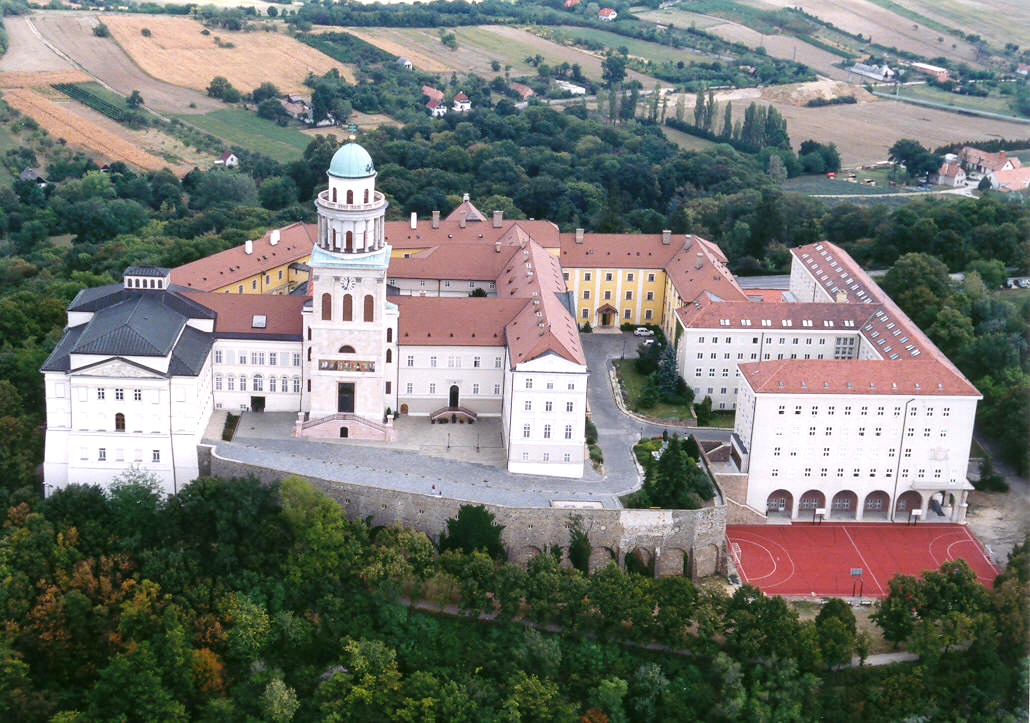
修道院外景

潘諾恩哈爾姆千年修道院是匈牙利歷史最悠久的歷史建築之一，也是潘諾恩哈爾姆市最有名的地標之一。修道院位於一座鄰近市區的小山（282米）之上，都爾的瑪爾定被認為就出生在這座山上，因此這座小山過去也被稱為聖瑪爾定山（Márton-hegy）。潘諾恩哈爾姆千年修道院創建於996年，是匈牙利第一座本篤會修道院。1996年，修道院成為世界文化遺產。

## 外部連結
- Archabbey of Pannonhalma （页面存档备份，存于）
- Catholic Encyclopedia entry （页面存档备份，存于）